# Halo: The Fall of Reach
Halo: The Fall of Reach é um romance literário de ficção científica militar do escritor norte-americano Eric Nylund, primeiro livro ambientado no universo Halo, lançado em 2001 como pré-sequência do jogo eletrônico Halo: Combat Evolved. Acontece no século XXVI em vários planetas e locais narrando acontecimentos que levaram, a origem dos super soldados SPARTAN II e do protagonista da série o Master Chief, e o início da ameaça Covernant.
The Fall of Reach foi concebido após Nylund ter discutido a possibilidade de um romance de Halo com o Grupo de Desenvolvimento de Franquia da Microsoft. Uma "Bíblia da história de Halo" foi criada para ajudar Nylund a manter o cânon de Halo. O romance foi escrito em sete semanas, o prazo de escrita mais curto de Nylund.
O livro foi bem recebido pela crítica, que considerou que acrescentava profundidade ao enredo do jogo, mas o grande número de personagens foi apontado como uma lacuna. Passando a vender mais de um milhão de cópias, o sucesso de The Fall of Reach pavimentou o caminho para novas romantizações de jogos do Xbox, incluindo outro livro da série Halo. William C. Dietz escreveria o próximo livro, intitulado Halo: The Flood. O livro foi adaptado para uma série de quadrinhos intitulada Halo: Fall of Reach, lançada em 2010. O livro em si foi relançado em 7 de dezembro de 2010 após a adaptação dos quadrinhos e continha novos conteúdos, além de atualizar erros de edição e pequenos erros de continuidade. O romance também foi adaptado para uma série de animação transmitida exclusivamente através do Halo Channel para coincidir com o lançamento de Halo 5: Guardians em 2015.

## Antecedentes e escrita
Eric Nylund discutiu a possibilidade de um romance relacionado a Halo com Eric Trautmann, um membro do Grupo de Desenvolvimento de Franquia da Microsoft, antes de Halo: Combat Evolved ser desenvolvido, mas foi adiado devido a questões técnicas legais. Nylund pensou positivamente no atraso, pois "deu [a ele] uma chance de ver o jogo em quase todos os estágios de desenvolvimento antes de [ele] começar a escrever". Ele escreveu o livro baseado em um esboço aprovado pela Bungie e a Halo Story Bible, um livro que contém todas as informações sobre os personagens e o universo em que Halo ocorre, para que sua história não entre em conflito com outras publicações Halo. Nylund achou mais fácil escrever com a "Bíblia" disponível, pois os detalhes do universo em que ele estava escrevendo já estavam estabelecidos, apenas pequenas alterações foram feitas para encaixar o romance no universo. Um prazo de sete semanas foi estabelecido para Nylund escrever o livro. De acordo com Trautmann, o livro foi quase cancelado porque a Bungie se opôs à ideia de Master Chief ter uma história de fundo definida. Eles finalmente cederam depois que Trautmann lhes fez a oferta de que deixassem o livro ser concluído e publicado em troca de Matt Soell e Brannon Boren completarem o roteiro de Combat Evolved, que ainda estava "80 por cento" inacabado.

## Sinopse

### Ambientação e personagens
The Fall of Reach, antecedente do primeiro jogo eletrônico da franquia o Combat Evolved, ocorre no período futurista de 2517 à 2552. Quando viajar mais rápido que a velocidade da luz é possível através do slipspace, outra dimensão onde a relatividade especial não se aplica. Isso permitiu que os humanos colonizassem centenas de outros planetas que são controlados pelo Comando Espacial das Nações Unidas (UNSC). Sentindo-se reprimidas pelo regime pesado do Conselho de Segurança, algumas colônias se revoltam; temendo que a rebelião vá dilacerar o UNSC, os líderes militares aprovam o Programa SPARTAN-II, um esquadrão secreto de super soldados projetado para suprimir silenciosamente a rebelião.
O protagonista de The Fall of Reach é o soldado Spartan Master Chief. Dra. Catherine Halsey, a criadora do Projeto SPARTAN-II, é apresentada ao lado do então Tenente Jacob Keyes. Franklin Mendez é o treinador dos programas Spartan II e Spartan III, ensinando-lhes suas habilidades de combate físico, enquanto uma IA chamada Déjà lhes ensina história e estratégia militar. Cortana, a companheira IA de Master Chief durante grande parte da série, também está presente como assistente da Dra. Halsey na preparação para a missão dos Spartans.

### Enredo
O romance começa com a civil Dra. Catherine Halsey e o Tenente Jacob Keyes viajando para encontrar John, um menino de seis anos. Dra. Halsey revela a Keyes que John é uma das 150 crianças que possuem marcadores genéticos raros, tornando-as adequadas para o alistamento no programa Órion II ou Spartan II (em referência aos 300 espartanos), um experimento secreto com o objetivo de criar super soldados para o UNSC reprimir rebeliões. Setenta e cinco das crianças são sequestradas, baseado Código Naval 45812,  por agentes do Escritório de Inteligência Naval e substituídas por clones, projetados para morrer de causas naturais logo em seguida, e levados ao planeta Reach. Deste ponto em diante, os recrutas são conhecidos apenas pelo primeiro nome e um número de identificação de três dígitos, como por exemplo John-117. 
Os recrutas mirins são treinados militarmente por Franklin Mendez; onde John demonstra liderança de seus companheiros Spartans, levando à promoção recebendo a patente de líder de esquadrão, de sua equipe original o Blue Team. Em 2525, os Spartans passam por uma série de melhorias cirúrgicas que os transformam em super soldados altamente eficientes - mas mais da metade dos 75 recrutas originais ficam paralisados ou mortos. Os Spartans também são integrados aos projetos MJOLNIR, onde são equipados com a armadura de batalha de mesmo nome, feita de múltiplas camadas de uma liga resistência, projetada com computador de bordo interface neural para responder tão rapidamente quanto os pensamentos do soldado. John-117 é promovido à patente sub-oficial Master Chief (Master Chief Petty Officer). Os Spartans são muito bem-sucedidos, mas passam por uma mudança de prioridade depois que um coletivo de raças alienígenas conhecido como aliança teocrática Covenant começa a obliterar as colônias humanas, declarando a destruição da humanidade como a vontade de seus deuses. Mendez deixa o grupo para treinar a próxima geração de Spartans enquanto John e seus companheiros enfrentam o Covenant.
Em 2552, a guerra contra o Covenant está indo mal. A superioridade tecnológica do Covenant significa que as batalhas espaciais favorecem fortemente o Covenant, e o UNSC só pode ganhar combates sofrendo enormes perdas. Para evitar a descoberta da Terra ou de outras colônias humanas, o vice-almirante Cole cria o "Protocolo Cole", que proíbe saltos diretos de slipspace para a Terra ou qualquer outro centro populacional e ordena a destruição de uma nave antes que ela possa ser capturada pelo Covenant. Jacob Keyes, agora comandante do destroyer Iroquois, descobre quatro naves Covenant chegando ao Sistema Sigma Octanus, e sozinho destrói três delas; seu heroísmo dá a Keyes a patente de capitão. O Covenant avança para invadir Sigma Octanus IV, em busca de um misterioso artefato antigo. Apesar de uma luta cara, os humanos conseguem repelir o Covenant, e Keyes intercepta uma transmissão codificada do Covenant da superfície antes da sua retirada. O Iroquois segue para Reach, sem saber trazendo um dispositivo de rastreamento Covenant com ele.
Logo depois, Keyes recebe o comando do cruzador UNSC Pillar of Autumn para uma missão secreta: os Spartans devem capturar um dos líderes religiosos do Covenant e negociar uma trégua. Dra. Halsey também apresenta John à inteligência artificial Cortana, que ajudaria os Spartans residindo em sua armadura MJOLNIR. Antes que a missão pudesse começar, entretanto, Reach é atacado por uma enorme frota Covenant. John e Cortana alcançam o Pillar of Autumn, mas a maioria dos outros Spartans são presumivelmente mortos enquanto o Covenant vitrifica a superfície de Reach, transformando as massas de terra em vidro. Cortana inicia um curso de slipspace baseado nos glifos antigos interceptados pelo Covenant em Sigma Octanus; o curso os leva a um enorme mundo anel conhecido como Halo, preparando o cenário para os eventos de Halo: Combat Evolved.

## Recepção
A reação da crítica ao livro foi positiva, principalmente em relação à profundidade que o livro adicionou ao universo Halo. O revisor Eric Qualls comentou que "[foi] interessante ler e dar-lhe uma compreensão muito maior" do universo. Qualls fez uma comparação positiva com Starship Troopers de Robert A. Heinlein no que diz respeito à maneira de contar histórias. Brad Gallaway, da GameCritics, também elogiou a história de fundo que o livro adiciona e a qualidade da história. O colega revisor Gene Park notou que as descrições no livro vão além do que foi apresentado no jogo, chamando-as de "vibrantes e estimulantes". Ele também elogiou os personagens apresentados no romance, dizendo que todos eles "se encaixam perfeitamente no universo de Halo", mas às vezes havia muitos personagens para lembrar. Sal Accardo, do 3D Action Planet, disse sobre o livro: "não vai ganhar nenhum Pulitzers tão cedo. É bem escrito e uma virada de página sólida, mas ainda é basicamente um filme de ação apresentado em forma de livro", mas elogiou a apresentação corajosa dos Spartans. Don D'Ammasa do Science Fiction Chronicle chamou o livro de "escrito com competência", mas afirmou que o enredo era "simplório".
Embora o livro originalmente tenha tido pouca procura em 2001, tornou-se um best-seller da Publishers Weekly, vendendo mais de 100 mil cópias em 2003 e um milhão de cópias em dezembro de 2009. O sucesso do romance convenceu a Microsoft e a Del Rey a assinar um contrato de publicação de três romances baseados em jogos do Xbox, incluindo outro romance de Halo. A próxima entrada na franquia de romance Halo seria Halo: The Flood, de 2003, escrito por William C. Dietz. O Chief mais humano visto no romance levou a Bungie a diminuir o tom do modelo do personagem em Halo 2 para torná-lo menos um robô exagerado e mais uma pessoa real dentro de um traje.
Stuart Beattie, o roteirista de Pirates of the Caribbean: The Curse of the Black Pearl, escreveu um roteiro especulativo para um filme de Fall of Reach. Beattie, um fã de Halo, escreveu o roteiro entre outros projetos na esperança de que alguém o lesse e concordasse em produzir o filme, mas até maio de 2008 não havia planos de fazê-lo.
Em maio de 2010, a Tor anunciou que os primeiros três romances de Halo (não publicados originalmente pela Tor) seriam relançados com novo conteúdo e capa. The Fall of Reach foi o primeiro romance a ser relançado, com uma data de lançamento de agosto de 2010.

## Adaptações
A Marvel Comics adaptou a história em uma série de quadrinhos em três partes intitulada Halo: Fall of Reach, lançada em setembro de 2010. O livro foi posteriormente adaptado para uma minissérie animada em 3D de 2015. A série foi produzida pelo estúdio de animação Sequence com a 343 Industries, lançada em conjunto com as edições limitada e a de colecionador do jogo eletrônico Halo 5: Guardians.